# Kortikoliberin
Kortikoliberin ali sproščevalni hormon kortikotropina (znan tudi pod angleško kratico CRH; corticotropin-releasing hormone) je hormon, ki pospešuje izločanje kortikotropina v adenohipofizi in deluje tudi kot nevromodulator v možganih (igra torej vlogo pri modulaciji prenosa signalov).
Kortikoliberin je sestavljen iz 41 aminokislin, po kemični zgradbi pa je podoben angiotenzinogenu. Nastaja predvsem v paraventrikularnem in sprednjem periventrikularnem jedru hipotalamusa, izločajo pa ga tudi druga jedra. Zunaj živčnega sistema nastaja v antrumu želodca, duodenumu in jejunumu.
Na izločanje vplivajo:
- številni nevrotransmiterji (acetilholin, serotonin, histamin in opioidi)
- ACTH in kortizol (negativna povratna zveza)
- dnevno-nočni ritem
- stres in bolečina.